# Gemeindealpe
Gemeindealpe är ett berg i Österrike.   Det ligger i distriktet Lilienfeld och förbundslandet Niederösterreich, i den östra delen av landet, 100 km sydväst om huvudstaden Wien. Toppen på Gemeindealpe är 962 meter över havet.
Terrängen runt Gemeindealpe är huvudsakligen kuperad, men norrut är den bergig. Runt Gemeindealpe är det ganska glesbefolkat, med 48 invånare per kvadratkilometer.. Närmaste större samhälle är Mariazell, 6,9 km öster om Gemeindealpe. 
I omgivningarna runt Gemeindealpe växer i huvudsak blandskog.